# Burning Heart (chanson)
Pour l’article homonyme, voir Burning Heart.
Singles de Survivor
First Night
(1985) Is This Love
(1986)
Burning Heart est une chanson du groupe de hard rock américain Survivor sortie en single le 1er novembre 1985, extraite de la bande originale du film Rocky 4.
La chanson est un succès international, se classant notamment 2e dans le Billboard Hot 100 et en tête du classement européen.
Trois ans après Eye of the Tiger pour Rocky 3 : L'Œil du tigre, le groupe Survivor participe à nouveau à la bande originale de la série de films Rocky, avec cependant un chanteur différent, Jimi Jamison ayant remplacé Dave Bickler.

## Classements hebdomadaires
| Classement (1985-1986)                 | Meilleure place |
| -------------------------------------- | --------------- |
| Afrique du Sud (Springbok Radio)       | 27              |
| Allemagne (GfK Entertainment)          | 6               |
| Australie (Kent Music Report)          | 55              |
| Autriche (Ö3 Austria Top 40)           | 6               |
| Belgique (Flandre Ultratop 50 Singles) | 1               |
| Canada (RPM 100 Singles)               | 14              |
| États-Unis (Billboard Hot 100)         | 2               |
| Europe (Eurochart Hot 100)             | 1               |
| France (SNEP)                          | 2               |
| Irlande (IRMA)                         | 2               |
| Italie (FIMI)                          | 5               |
| Pays-Bas (Single Top 100)              | 2               |
| Royaume-Uni (UK Singles Chart)         | 5               |
| Suède (Sverigetopplistan)              | 5               |
| Suisse (Schweizer Hitparade)           | 1               |

## Certifications
| Pays              | Certification | Date       | Unités certifiées |
| ----------------- | ------------- | ---------- | ----------------- |
| France (SNEP)     | Or            | 1986       | 500 000           |
| Royaume-Uni (BPI) | Or            | 24/05/2024 | 400 000           |